# Kees Akerboom (1983)
Kees Akerboom jr. (Sint-Michielsgestel, 20 dicembre 1983) è un ex cestista olandese.
È il figlio di Kees Akerboom sr.

## Carriera
Con i Paesi Bassi ha disputato i Campionati europei del 2015.

## Palmarès

### Squadra
- Campionato olandese: 3

EiffelTowers Den Bosch: 2006-07, 2011-12, 2014-15
- Coppa d'Olanda: 3

EiffelTowers Den Bosch: 2008, 2009, 2013

### Individuale
- Eredivisie Newcomer of the Year (2003)
- Eredivisie Domestic Player of the Year (2004)